# ميك يونغ
ميك يونغ (بالإنجليزية: Mick Young)‏ هو نقابي وسياسي أسترالي، ولد في 9 أكتوبر 1936 بسيدني في أستراليا، وتوفي بنفس المكان في 8 أبريل 1996. حزبياً، نشط في حزب العمال الأسترالي. وقد انتخب عضو مجلس النواب الأسترالي عن دائرة Division of Port Adelaide ‏ (18 مايو 1974 – 8 فبراير 1988).